# لويس سارمينتو
لويس سارمينتو هو مصارع رياضي كوبي، ولد في 7 أكتوبر 1971 في كاماغواي في كوبا.

## وصلات خارجية
- لويس سارمينتو على موقع قاعدة بيانات المصارعة الدولية (الإنجليزية)
- لويس سارمينتو على موقع أوليمبيديا (الإنجليزية)